# Byron Murphy
Byron Murphy (Scottsdale, 18 gennaio 1998) è un giocatore di football americano statunitense che milita nel ruolo di cornerback per i Minnesota Vikings della National Football League (NFL).

## Carriera universitaria
Murphy al college giocò a football con i Washington Huskies dal 2016 al 2018. Il 7 gennaio 2019 annunciò la sua intenzione di passare tra i professionisti con due anni di anticipo.

## Carriera professionistica

### Arizona Cardinals
Murphy fu scelto nel corso del secondo giro (33º assoluto) del Draft NFL 2019 dagli Arizona Cardinals. Debuttò come professionista partendo come titolare nella gara del primo turno contro i Detroit Lions mettendo a segno 5 tackle. La sua stagione da rookie si concluse con 78 placcaggi, un intercetto e 10 passaggi deviati, disputando tutte le 16 partite come titolare.
Nel terzo turno della stagione 2021 Murphy fu premiato come miglior difensore della NFC della settimana dopo avere ritornato un intercetto per 29 yard in touchdown nella vittoria sui Jacksonville Jaguars.
Nel secondo turno della stagione 2022 Murphy fu decisivo nei tempi supplementari ritornando un fumble dei Las Vegas Raiders per 59 yard in touchdown, dando la vittoria ai Cardinals. Fu la più lunga giocata di quel tipo della storia della NFL nei supplementari.

### Minnesota Vikings
Il 14 marzo 2023 Murphy firmò con i Minnesota Vikings un contratto biennale del valore di 22 milioni di dollari. Nel 2024 fu convocato per il suo primo Pro Bowl dopo essersi classificato terzo nella NFL con 6 intercetti.

## Palmarès
- Convocazioni al Pro Bowl: 1

2024
- Difensore della NFC della settimana: 1

3ª del 2021